# Lieve van Kessel
Lieve van Kessel, född den 15 september 1977 i Amsterdam, Nederländerna, är en nederländsk landhockeyspelare.
Hon tog OS-silver i damernas landhockeyturnering i samband med de olympiska landhockeytävlingarna 2004 i Aten.